# Gemeinschaft der Seligpreisungen
Die Gemeinschaft der Seligpreisungen (engl.: Community of the Beatitudes, fr.: Communauté des Béatitudes) ist eine internationale Vereinigung von Gläubigen. Sie gehört zu den sogenannten Neuen Geistlichen Gemeinschaften, die in der Katholischen Kirche in den Jahren nach dem II. Vatikanischen Konzil (1962–65) entstanden sind, und wurde 1973 in Frankreich gegründet.

## Geschichte
Die Gemeinschaft, die im Jahr 1973 von dem Ehepaar Gérard Ephraim Croissant und Josette Croissant und einem weiteren befreundeten Ehepaar in Montpellier (Frankreich) gegründet wurde, nannte sich ursprünglich „Communauté du Lion de Juda et de l’Agneau Immolé“ („Gemeinschaft vom Löwen von Juda und dem geopferten Lamm“ – Bezeichnungen für Christus in der Offenbarung des Johannes). Die beiden Ehepaare schlossen sich, bald auch mit mehreren anderen Freunden, zu einem gemeinsamen Leben in Gebet und Gütergemeinschaft zusammen. 1975 zogen sie, nachdem ihre Gemeinschaft schnell gewachsen war, nach Cordes, wo sie ein verfallenes Kloster gemeinsam wieder aufbauten. Die ersten Mitglieder der Gemeinschaft waren durch die Erfahrung der Charismatischen Erneuerung geprägt. Obwohl die meisten von ihnen ursprünglich evangelisch waren, führte sie ihr gemeinsamer geistlicher Weg schon nach wenigen Jahren in die katholische Kirche. 1979 erhielt die Gemeinschaft die bischöfliche Anerkennung als Pia unio.
Anfangs bestand die Gemeinschaft nur aus Laien: Ehepaare, Familien und Unverheiratete. Sehr bald kamen jedoch auch Personen dazu, die sich zum geweihten Leben hingezogen fühlten und in der Gemeinschaft private Gelübde nach den drei evangelischen Räten ablegten. Einige geweihte Brüder begannen das Theologiestudium im Hinblick auf das Priestertum. 1985 wurde der erste Priester der Gemeinschaft geweiht.
Im gleichen Jahr wurde die Gemeinschaft vom zuständigen Diözesanbischof des Erzbistums Albi Robert-Joseph Kardinal Coffy als eine Vereinigung von Gläubigen „ad experimentum“ anerkannt. 1991 erfolgte im Zuge ihrer internationalen Ausbreitung die Umbenennung in „Gemeinschaft der Seligpreisungen“. In dieser Zeit wurde sie auch Mitglied im Katholischen Verbund der charismatischen Bundesgemeinschaften und -vereinigungen (Catholic Fraternity). 2002 wurde die Gemeinschaft vom Heiligen Stuhl als Vereinigung von Gläubigen päpstlichen Rechtes anerkannt, mit einer Approbation „ad experimentum“ ihrer Statuten. Nach einer Neustrukturierung im Jahr 2011 ist sie inzwischen kirchenrechtlich ein „öffentlicher Verein von Gläubigen“. Nach einer Zeit der Erprobung ihrer neuen Statuten soll eine Errichtung als „Kirchliche Familie geweihten Lebens“ erfolgen, eine Rechtsform, die unter Papst Johannes Paul II. im Hinblick auf die strukturellen Besonderheiten bei einer Vielzahl der Neuen Geistlichen Gemeinschaften in der katholischen Kirche neu geschaffen wurde.
Von 2016 bis 2024 war die Deutsche Anna Katharina Pollmeyer für zwei vierjährige Amtszeiten Präsidentin der Germeinschaft. Im Mai 2024 wählte die Generalversammlung den aus Berlin stammenden Priester Johannes-Maria Poblotzki zum Präsidenten.

## Selbstverständnis
Ihre Namensgebung bezieht die Gemeinschaft aus den Seligpreisungen der Bergpredigt (Mt 5,3-12 ), die zum Kern der Verkündigung Jesu gehören. Für das Selbstverständnis der Gemeinschaft der Seligpreisungen ist die Communio der verschiedenen Lebensstände, die sich in ihrer Unterschiedlichkeit gegenseitig ergänzen sollen, von zentraler Bedeutung. In ihrer spezifischen Zusammensetzung aus Gläubigen aller Lebensstände (geweihte Männer und Frauen sowie Laien) hat sie es daher von Anfang an als wesentlich angesehen, auch kirchenrechtlich als eine Gemeinschaft unter einer gemeinsamen Leitung anerkannt zu sein und damit eine organisatorische Trennung in zwei voneinander unabhängige Gemeinschaften (Geweihte und Laien) zu vermeiden.

## Spiritualität
Die Spiritualität der Gemeinschaft ist karmelitisch inspiriert (Inneres Gebet und Kontemplation) sowie auch von der Tradition der Ostkirche beeinflusst, was sich zum Teil auch in byzantinischen Elementen in der Liturgie ausdrückt. Die eucharistische Anbetung und eine marianische Frömmigkeit gehören ebenso zur gemeinschaftlichen Grundspiritualität wie auch der Lobpreis sowie die Ausübung von Charismen. Zu ihrem besonderen Gebetsanliegen der Einheit aller Christen kommt auch eine geistliche Verbundenheit mit dem Volk Israel, die gemäß der Aussage des II. Vatikanum („Nostra Aetate“) zum Geheimnis der Kirche gehört. Das gemeinschaftliche Leben soll von einem Leben nach den Seligpreisungen der Bergpredigt geprägt sein und die Sehnsucht nach dem Reich Gottes ausdrücken.

## Organisation
Zur Gemeinschaft der Seligpreisungen gehören Männer geweihten Lebens (Brüderzweig), darunter auch Priester, und Frauen geweihten Lebens (Schwesternzweig) sowie verheiratete und unverheiratete Laien als assoziierte Mitglieder (Laienzweig). Die Statuten der Gemeinschaft unterstreichen die Selbständigkeit der einzelnen Lebensstände, das bedeutet: „Brüder sind für Brüder, Schwestern sind für Schwestern und Laien sind für Laien verantwortlich“. Für jeden Zweig gilt: Auf der Ortsebene steht der „Ortsverantwortliche mit seinem Ortsrat“, auf der Regionalebene steht der „Regionalverantwortliche mit seinem Regionalrat“. Geleitet werden die Zweige von einem Generalverantwortlichen und seinem Rat. Die drei Zweige treffen sich zur Generalversammlung, auf der unter anderem der Präsident und der Generalrat gewählt werden. Der Generalrat ist das geschäftsführende Organ der Gemeinschaft, er hat seinen Sitz in Blagnac (Frankreich).

## Verbreitung
Die Gemeinschaft der Seligpreisungen ist heute weltweit in 26 Ländern auf fünf Kontinenten vertreten. Im deutschsprachigen Raum hat die Gemeinschaft Niederlassungen in Paderborn und Uedem und im schweizerischen Zug.

## Apostolate
Unter der Leitung der Gemeinschaft werden, neben zahlreichen geistlichen Angeboten (z. B. Exerzitienhäuser, Betreuung von Wallfahrtsorten), unter anderem folgende Werke und Einrichtungen betrieben: die Nichtregierungsorganisation Alliance de la Charité (de.: Bund der Nächstenliebe), ein Krankenhaus in Kabinda (Demokratische Republik Kongo) mit 250 Betten, das einen Bereich mit fast 300000 Personen versorgt, ein Waisenhaus mit etwa 70 taubstummen sowie körperlich und geistig behinderten Kindern und Jugendlichen in Vietnam, der Verlag Edition des Béatitudes, ein Rundfunksender.

## Sexueller Missbrauch
Im Jahre 2011 wurde über Fälle von sexuellem Missbrauch berichtet. Die Vorwürfe richteten sich gegen den Diakon Philippe Madre, der im Laufe der Untersuchungen laisiert wurde. Im November 2011 gab der von Papst Benedikt XVI. eingesetzte Päpstliche Kommissar der Gemeinschaft, P. Henry Donneaud OP, bekannt, dass auch der Gründer, Gérard Croissant, ebenfalls ständiger Diakon und bekannt unter dem Namen Bruder Ephraim, sich an einem minderjährigen Mädchen und mehreren Schwestern der Gemeinschaft sexuell vergangen habe. Philippe Madre sowie Gérard Croissant wurden aus der Gemeinschaft der Seligpreisungen ausgeschlossen, Gérard Croissant laisiert.
Ein weiterer Bruder der Gemeinschaft, Pierre-Etienne Albert, wurde 2011 wegen sexuellen Missbrauchs an 38 Personen zu fünf Jahren Haftstrafe verurteilt.